# Orane (Serbia)
Orane (cyr. Оране) – wieś w Serbii, w okręgu jablanickim, w gminie Bojnik. W 2011 roku liczyła 86 mieszkańców.